# Jon Pertwee
Jon Pertwee (nacido como John Devon Roland Pertwee, Chelsea, Londres, Inglaterra, 7 de julio de 1919-Connecticut, Estados Unidos, 20 de mayo de 1996) fue un actor británico, conocido principalmente por su papel como la tercera encarnación del Doctor en la serie televisiva de ciencia ficción de la BBC Doctor Who, entre 1970 y 1974. También ganó la fama por interpretar el primer papel en la serie Worzel Gummidge.

## Biografía

### Primeros años
Nació en el seno de una familia descendiente de hugonotes (su apellido se deriva del francés "Perthuis"). Era hijo de un notable guionista y actor, Roland Pertwee, y primo del actor Bill Pertwee. El actor Henry Ainley, gran amigo de su padre, fue su padrino, y el hijo de Ainley, Anthony Ainley, actuó con Pertwee en el episodio de 1983 de Doctor Who The Five Doctors.

### Educación
Estudió en la Frensham Heights School, un centro independiente en Rowledge, cerca de Farnham, en Surrey. También estudió en la Sherborne School de Sherborne, así como en otras escuelas de las que fue expulsado. Tras la escuela entró en la Royal Academy of Dramatic Art (RADA), de la cual también fue expulsado.

### Carrera inicial
Fue oficial de la Royal Navy, trabajando un tiempo en la inteligencia naval durante la Segunda Guerra Mundial. Formó parte de la tripulación del HMS Hood (51), y fue trasladado poco antes de que fuera hundido perdiendo a casi toda su tripulación. 
Tras la guerra se abrió camino como actor de comedia, destacando su actividad radiofónica en Waterlogged Spa, junto a Eric Barker, y Puffney Post Office. Entre 1959 y 1977 hizo el papel de Suboficial de Marina Pertwee en The Navy Lark, en la cadena de radio BBC. Fue conocido por su parecido a Danny Kaye, imitando al mismo en el filme de 1949 Murder at the Windmill.
En el teatro interpretó a Lycus en la producción representada en 1963 en Londres de A Funny Thing Happened on the Way to the Forum, con Frankie Howerd, actuando con el papel de Crassus en la versión cinematográfica de 1966. También fue Sidney Tait en la comedia de 1963 Ladies Who Do, trabajando posteriormente en cuatro filmes de la serie Carry On: Carry On Cleo (1964), Carry On Screaming (1966), Carry On Cowboy (1965) y Carry On Columbus (1992). En televisión empezó con pequeños papeles en programas infantiles como Mr Pastry. Posteriormente tuvo una actuación en un episodio de Los Vengadores, y en la década de 1970 trabajó en el episodio de The Goodies "Wacky Wales". 
Uno de sus papeles cinematográficos más memorables fue el que hizo en 1971 en The House That Dripped Blood. Filmada en el verano de 1970, entre su primera y segunda temporadas de Doctor Who, Pertwee era el protagonista del último segmento de la película.
Se casó dos veces, la primera en 1955 con Jean Marsh (1955–1960), de quien se divorció, y después, el 13 de agosto de 1960, con Ingeborg Rhoesa, con la que tuvo dos hijos, Sean y Dariel.

### Doctor Who(1970–1974)
En 1969 fue seleccionado por el productor Peter Bryant para interpretar al Doctor, sustituyendo a Patrick Troughton, en la serie televisiva Doctor Who. Interpretó al personaje cinco temporadas entre 1970 y 1974, sobrepasando el tiempo que los actores William Hartnell y Patrick Troughton habían dedicado al papel. Únicamente su inmediato sucesor, Tom Baker, interpretaría al Doctor durante más tiempo (siete años entre 1974 y 1981). A primeros de 1974, anunció que dejaba el personaje para volver al teatro con The Bedwinner. Su última actuación en la serie llegó con el capítulo "Planet of the Spiders"' en junio de 1974. El 14 de abril de 1971 Pertwee fue el motivo del programa de Thames Television This Is Your Life, en el cual aparecía por primera vez en televisión su hijo Sean Pertwee.

### Worzel Gummidge
Tras un período entre 1974 y 1978 como presentador del programa de Thames Television Whodunnit!, encarnó a Worzel Gummidge en Worzel Gummidge, serie infantil basada en los libros de Barbara Euphan Todd, los cuales él había leído de niño. Emitida por primera vez en 1979 en Independent Television (ITV), el show fue un éxito inmediato, manteniéndose en antena hasta 1981. Abogó por la continuidad del programa, que fue recogido por una emisora de Nueva Zelanda en 1987. Con el título de Worzel Gummidge Down Under se emitió a lo largo de dos años. En 1995 hizo el papel por última vez en un especial para ITV, celebrando los 40 años del Canal. También interpretó al personaje en el teatro, y grabó un álbum, Worzel Gummidge Sings, así como un sencillo navideño.

### Otros papeles
Además, dio voz al personaje "Spotty" en la serie de dibujos animados de los años ochenta SuperTed, y en 1985 protagonizó Do You Know The Milkyway?, una adaptación televisiva de la obra teatral de Karl Wittlinger, en la que interpretaba al Dr. Neuross y a otros nueve personajes. En 1995 también dio voz, entre otros, a La Muerte en las versiones para PC y Playstation de "Mundodisco".

### Últimos años
Retomó el papel de Doctor en el especial televisivo de 1983 conmemorando el vigésimo aniversario, The Five Doctors, y en el especial benéfico de 1993 Dimensions in Time a favor de Children in Need. También fue el Doctor en la escena, con la pieza Doctor Who – The Ultimate Adventure, la cual se representó por diversos teatros del Reino Unido entre marzo y junio de 1989. 
En los años noventa también fue artista invitado en el episodio "Lords and Ladies" de la serie de BBC Radio 4 Harry Hill's Fruit Corner.
El último papel cinematográfico de Pertwee fue en un  corto, 'Cloud Cuckoo', para Scottish Screen, estrenado el 18 de junio de 1994. Su última actuación televisiva formal llegó con Cilla's Surprise Surprise, emitido el 21 de abril de 1996. En la fecha de su fallecimiento, Pertwee era visto regularmente en un anuncio comercial televisivo del operador telefónico Vodafone.

### Fallecimiento
Falleció a causa de un infarto agudo de miocardio en Connecticut, Estados Unidos, el 20 de mayo de 1996, dos meses antes de cumplir los 77 años. Fue incinerado en el Cementerio Putney Vale de Londres con un juguete de Worzel Gummidge puesto en el ataúd, cumpliendo su deseo. (enlace roto disponible en Internet Archive; véase el historial, la primera versión y la última).
Escribió dos autobiografías: Moon Boots and Dinner Suits (publicada en 1984), dedicada principalmente a su vida  y su carrera previa a Doctor Who, y la publicada a título póstumo Doctor Who: I Am the Doctor – Jon Pertwee’s Final Memoir (editada en 1996 por Virgin Publishing Ltd y coescrita por David J. Howe), que abarcaba su vida durante la serie y tras la misma. En 2000 se publicó Jon Pertwee: The Biography, escrita por Bernard Bale (ISBN 0-233-99831-4) y editada por Andre Deutsch Ltd.

## Discografía
- En 1966 Pertwee contribuyó al LP infantil "Childrens Favourites", de EMI y Paul Hamilin. Canciones cantadas por él eran "The runaway train", "Froggy went a-courtin", My Grandfathers clock", "Three little fishes" y "I know an old lady".
- En 1972, interpretando todavía al Doctor, estrenó una versión cantada del tema musical de Doctor Who titulada "Who is the Doctor".[7]
- En 1976 grabó un flexi promocional para Heinz titulado The Noodle Doodle Man.[8]
- En 1980 estrenó "Worzel's Song", en el álbum "Worzel Gummidge Sings".[9] El sencillo llegó al puesto 33 de las listas británicas.[10] En 1987 se editó un segundo sencillo, aunque de menor éxito.